# 범박동
범박동(範朴洞)은 대한민국 경기도 부천시 소사구의 법정동이다.

## 개요
범박동은 대단위 아파트와 농촌 지역이 함께 있는 도농복합도시 형태를 하고 있으며, 계수대로 공사가 완료되고 옥길동 보금자리주택 구역과 계수동 재개발 지역 사업이 추진되면서 대단위 주거단지와 교통의 요지로 탈바꿈하고 있다. 범박동은 1957년 신앙촌이 형성되기 전까지는 범박골로 알려진 한적한 시골마을이었다. 그 유래는 범(範)씨와 죽산 박(朴)씨가 정착하여 범박동이란 명칭이 붙여졌다고도 하고, 할미산에서 마을을 내려다 보면 마치 호랑이 앞발자국 형태와 같아 그 명칭이 붙여졌다고 한다. 1973년 7월 1일 부천시 승격으로 계수리와 옥길리는 시흥군 소래면에 편입되었고 범박리는 부천시 범박동이 되었으며, 1983년 2월 15일 시흥군 소래읍 계수리와 옥길리의 각 일부가 부천시에 편입되어 행정동 범박동 관할이 되었다.

## 교육
- 부천일신초등학교
- 범박초등학교
- 부천일신중학교
- 시온고등학교
- 범박고등학교

## 인구
2010년 범박동의 인구는 21,872명이고 이 중 남자는 10,967명, 여자는 10,905명으로 남자가 많고 성비는 10,905이다. 14세 이하의 유소년 인구의 비율은 17.7%로 부천시 평균 15.8%보다 많고 노년 인구 비율은 7.1%이고, 가장 인구가 많은 연령대는 45~49세이다.